# Hrabstwo Stonewall

Piramida wieku hrabstwa

Hrabstwo Stonewall – hrabstwo położone w USA, w stanie Teksas. Utworzone w 1876 r. Siedzibą hrabstwa jest Aspermont. Z gęstością zaludnienia 0,51 os./km² należy do dwudziestu najsłabiej zaludnionych hrabstw Teksasu. Nazwa hrabstwa pochodzi od nazwiska konfederackiego generała Thomasa Jacksona.

## Sąsiednie hrabstwa
- Hrabstwo King (północ)
- Hrabstwo Haskell (wschód)
- Hrabstwo Jones (południowy wschód)
- Hrabstwo Fisher (południe)
- Hrabstwo Kent (zachód)

## Gospodarka
Gospodarka hrabstwa opiera się na wydobyciu ropy naftowej i gazu ziemnego, jak również uprawach bawełny, pszenicy, winogrona, oraz hodowlach trzody chlewnej i bydła. 

## Ludność
Według danych pięcioletnich z 2023 roku, 75,4% mieszkańców stanowią biali niebędący Latynosami. Mieszkańcy deklarują głównie pochodzenie meksykańskie (22,7%), irlandzkie (12,5%), francuskie (6,8%), niemieckie (6%) i angielskie (5,8%). 